# لیا روبیو
لیا روبیو (انگلیسی: Léa Rubio؛ زادهٔ ۶ مهٔ ۱۹۹۱) بازیکن فوتبال اهل فرانسه است.
از باشگاه‌هایی که در آن بازی کرده‌است می‌توان به باشگاه فوتبال زنان پاری سن ژرمن و باشگاه فوتبال زنان مون‌پلیه اشاره کرد.
وی همچنین در تیم‌های ملی فوتبال زنان فرانسه، و زنان فرانسه، و زنان فرانسه، و زنان فرانسه، بازی کرده‌است.